# Häcksax

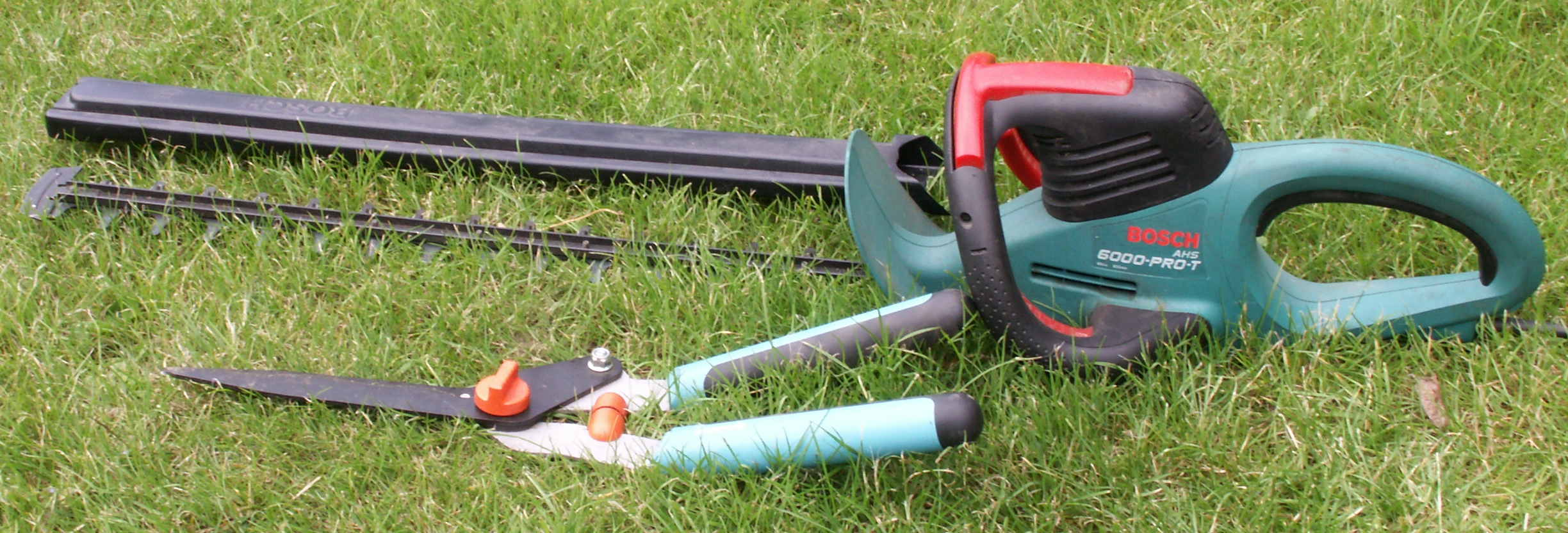
En manuell häcksax (nedre) och en eldriven häcktrimmer (övre).

Häcksax är en grov trädgårdssax som används för att klippa häckar, buskar och kvistar. 

## Häcktrimmer
Häcksax finns även i motoriserat utförande, så kallad häcktrimmer, med antingen el- eller bensinmotor med mera. Istället för en vanlig sax verkar dessa mer som en hårklippare, med fasta och sidskjutande blad som korsar varandra, vilka sitter fästa längs en lång klinga likt en motorsåg.